# Hanamasagar, Badami
Hanamasagar là một làng thuộc tehsil Badami, huyện Bagalkot, bang Karnataka, Ấn Độ.